# HD 199437
HD 199437，又名BD+80 672，SAO 3467、HR 8016，是一颗恒星，视星等为5.39，位于銀經114.01，銀緯22.27，其B1900.0坐标为赤經20h 52m 7.9s，赤緯+80° 22.27′ 38″。